# Окала (Флорида)
Окала (енгл. Ocala) град је у америчкој савезној држави Флорида. По попису становништва из 2010. у њему је живело 56.315 становника.

## Демографија
Према попису становништва из 2010. у граду је живело 56.315 становника, што је 10.372 (22,6%) становника више него 2000. године.
| Група             | 2000.          | 2010.          |
| Белци             | 31.982 (69,6%) | 35.623 (63,3%) |
| Афроамериканци    | 10.174 (22,1%) | 11.795 (20,9%) |
| Азијати           | 559 (1,2%)     | 1.464 (2,6%)   |
| Хиспаноамериканци | 2.636 (5,7%)   | 6.586 (11,7%)  |
| Укупно            | 45.943         | 56.315         |